# Pteraster gibber
Pteraster gibber is een zeester uit de familie Pterasteridae.
De wetenschappelijke naam van de soort werd in 1882 gepubliceerd door Percy Sladen.